# Cantone di Le Haut agenais Périgord
Il Cantone di Le Haut agenais Périgord è una divisione amministrativa dell'Arrondissement di Villeneuve-sur-Lot.
È stato costituito a seguito della riforma approvata con decreto del 26 febbraio 2014, che ha avuto attuazione dopo le elezioni dipartimentali del 2015.

## Composizione
Comprende i 33 comuni di:
- Beaugas
- Boudy-de-Beauregard
- Bournel
- Cancon
- Castelnaud-de-Gratecambe
- Dévillac
- Doudrac
- Gavaudun
- Lacaussade
- Laussou
- Mazières-Naresse
- Monbahus
- Monflanquin
- Monségur
- Montagnac-sur-Lède
- Montaut
- Monviel
- Moulinet
- Pailloles
- Parranquet
- Paulhiac
- Rayet
- Rives
- Saint-Aubin
- Saint-Étienne-de-Villeréal
- Saint-Eutrope-de-Born
- Saint-Martin-de-Villeréal
- Saint-Maurice-de-Lestapel
- Salles
- La Sauvetat-sur-Lède
- Savignac-sur-Leyze
- Tourliac
- Villeréal